# Kugelis

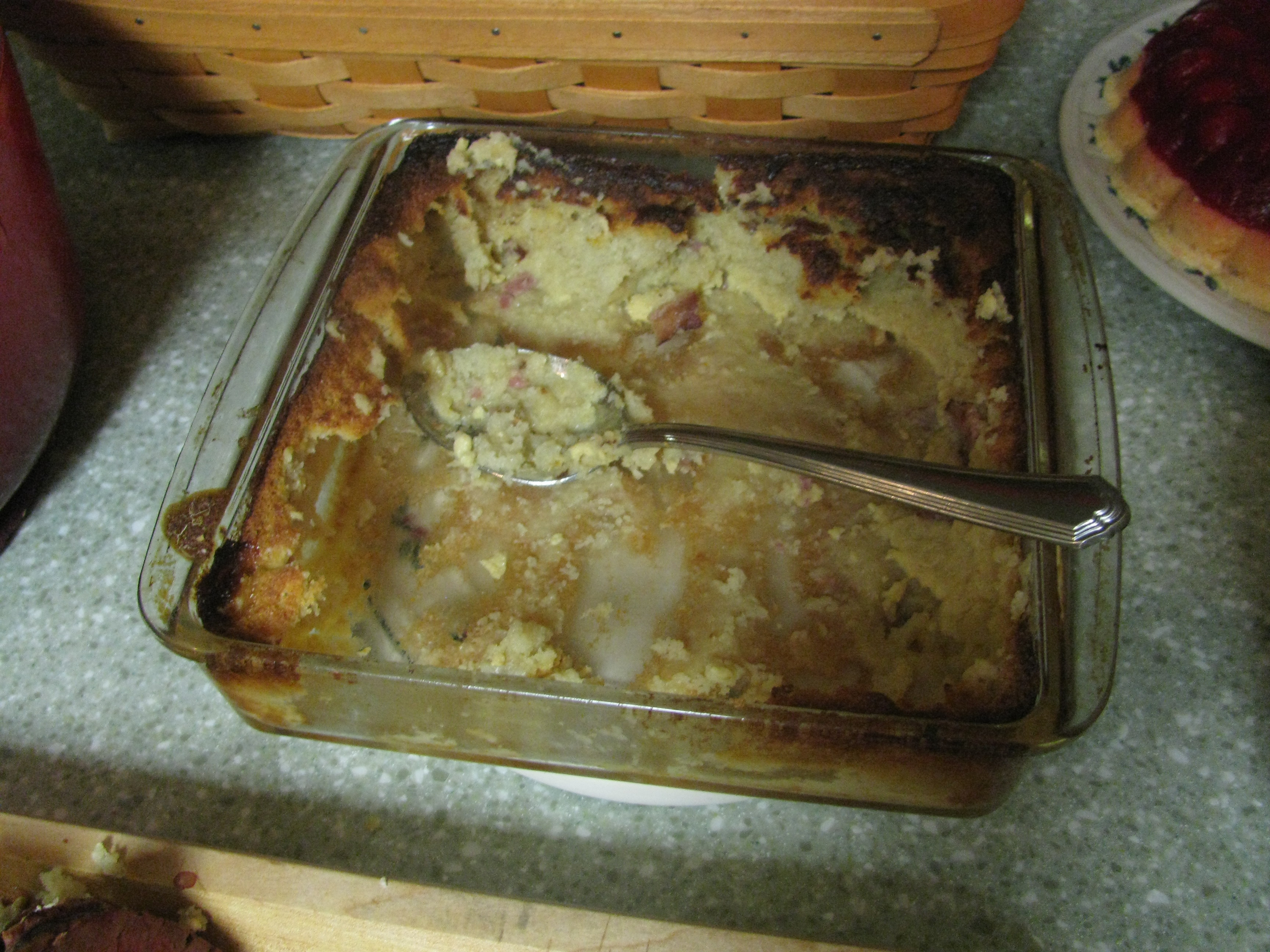
Kugelis

El kugelis (també bulvių plokštainis, literalment «plat de patata plana», o banda, nom regional en Dzūkija) és un púding de patata al forn considerat un plat nacional de Lituània. Els seus ingredients principals són: patata, llet, ceba i ou. Pot condimentar-se amb sal, pebre, fulles de llorer o marduix. Acostuma a prendre's amb salsa de poma, melmelada de nabiu vermell, crema agra o grassa fregida cruixent de cansalada viada blanca (spirgai) o carn de porc.
Són plats semblants el kugel alemany i el babka de patata belarús.